# Dictionnaire de la langue française du seizième siècle
Der Dictionnaire de la langue française du seizième siècle ist ein mehrbändiges Wörterbuch der französischen Sprache des 16. Jahrhunderts, insoweit sie sich von der heutigen unterscheidet. Er ist das Werk des Romanisten Edmond Huguet. Das Erscheinen erstreckte sich von 1925 bis 1967.

## Inhalt
Das dem heutigen Sprecher des Französischen unmittelbar verständliche Französisch reicht historisch zurück bis etwa 1600. Die umfangreiche Literatur des 16. Jahrhunderts hingegen wird nur zum Teil verstanden, da viele Wörter seither untergegangen sind oder ihre Bedeutung gewechselt haben. Darüber hinaus lösen viele Wörter, obwohl systemgerecht gebildet, Befremden aus, weil sie heute ungewöhnlich sind. Nach den großen lexikografischen Aufarbeitungen der klassischen Literatursprache durch Émile Littré im Dictionnaire de la langue française (1863–1873) sowie durch Adolphe Hatzfeld und Arsène Darmesteter im Dictionnaire général de la langue française (1890–1900) sammelte der Romanist Edmond Huguet etwa ab 1895 Material für ein vergleichbares Wörterbuch des 16. Jahrhunderts. Das erste Faszikel erschien 1925. Als er 1948 mit 84 Jahren starb, war etwa die Hälfte publiziert, die andere Hälfte erschien postum bis 1967.
In einem 60 Seiten langen Vorwort, das sich wie eine Einführung in die historische Lexikologie des Französischen liest, erläutert Huguet an zahlreichen Beispielen den Charakter seines (ausschließlich auf Zitaten aufbauenden) Werkes. Es ist nicht ein Gesamtwörterbuch, sondern ein Differenzwörterbuch, denn es beschreibt nicht den gesamten Wortschatz des 16. Jahrhunderts, sondern nur den, der vom klassischen Wortschatz verschieden ist. Das Wörterbuch von mehr als 5 000 Seiten ist eine der bedeutendsten lexikografischen Leistungen im französischsprachigen Raum. Dennoch ist es in der gebildeten Öffentlichkeit wenig bekannt.

## Gliederung
- Band 1: Aage – Brochart. Honoré Champion, Paris 1928. (LXII und 720 Seiten)
  - Faszikel 1–2, 1925; 3– 5, 1926; 6–8, 1927; 9–10, 1928
- Band 2: Brochat – Dentade. Honoré Champion, Paris 1932. (800 Seiten)
  - Faszikel 11 und 12, 1929; 13–14, 1930; 15–16 und 17–18, 1931; 19–20, 1932
- Band 3: Dentaille – Fabrique. Didier, Paris 1946. (800 Seiten)
  - Faszikel 21–22, 1933 (H. Champion); 23, 1935 (H. Champion); 24 und 25–26, 1944 (Didier) ; 27–28, 1945 (Didier) ; 29–30, 1946 (Didier)
- Band 4: Fabriqueur – Leucophegmatie. Didier, Paris 1950. (800 Seiten)
  - Faszikel 31–32, 1946 ; 33–34, 1948 ; 35–36, 1949 ; 37–38 und 39–40, 1950
- Band 5: Leur – Pissoir. Didier, Paris 1961. (800 Seiten)
  - Faszikel 41–42, 1952; 43–44, 1957; 45–46, 1959; 47–48, 1960; 49–50, 1961
- Band 6: Pissoire – Siller 1. Didier, Paris 1965. (800 Seiten)
  - Faszikel 51–52, 1961; 53–54, 1962; 55–56, 1963; 57–58, 1964; 59–60, 1965
- Band 7: Siller 2 – Zygaine. Didier, Paris 1967. (533 Seiten)
  - Faszikel 61–62 und 63–64, 1966; 65–67, 1967